# DNS洪水攻擊

DNS洪水攻擊流程圖

DNS洪水攻擊（英語：DNS Flooding），也叫DNS洪泛攻击，或DNS泛洪攻击是一种针对DNS的拒绝服务攻击，目的是令該网络的资源耗盡，導致业务暫時中斷或停止。攻击者发出的大量请求到該资源或伺服器，使其正常用戶無法存取。在DNS洪水攻擊中，由于超负荷的流量，受影響的主机连接到該DNS時連綫會中斷。它可以阻止大部分網站流量。黑客可利用殭屍網絡向DNS發出大量請求，使透過域名存取網站的用戶無法到訪網站，而多數情況下依然可以透過IP存取網站。
這類攻击是主要由黑客从被攻击的资源或伺服器得益。發動DDoS攻击的動機有很多，其中包括勒索网站的所有者为勒索金钱发动攻击，尤其是高流量的网站，例如大型银行的网站。

## 攻擊方法
黑客透過殭屍網絡，向DNS伺服器發出隨意生成的DNS請求，如123.example.com和asdf.example.com。由於伺服器找不到相關子域名，但要處理請求，從而做成DNS癱瘓。

## 預防
多种方法可用于防止此类攻击，其中包括不處理有格式問題的封包，过滤具有潜在威脅的來源等。